# Chován Kálmán
Chován Kálmán (Szarvas, 1852. január 18. – Budapest, 1928. március 16.) zeneszerző és zongoravirtuóz.

## Élete
A zenetanulást atyjánál, Chován Zsigmond érdemes, jubilált tanítónál, orgonistánál kezdte, és Dolhányi Zs. és Benka Gy. gimnáziumi tanárainál folytatta. Az egyetem bölcsészeti fakultását csak egy éven át hallgatta, egyidejűleg a konzervatóriumra is beiratkozott. Tanulmányai befejeztével egy évet Saint-Genois grófi háznál mint zongoratanító Bécsben és Badenben töltött; ekkoriban (1874) jelentek meg első zongoraművei. Katonai önkéntes éve után 1876-ban Bécsben a Horak-féle zongoraiskolákban nyert tanári állást, a zenei államvizsgálat kiálltával pedig felsőbb jóváhagyással, ugyanez intézet belvárosi új fiókjának felelős igazgatásával bízták meg. 13 évi szolgálata után 1889-ben a budapesti királyi országos Zeneakadémiához nevezték ki az Erkel Ferenc nyugdíjazásával megüresedett zongoratanári székre, ahol 1916-ig tanított. A zongoratanár-képző intézetnek megalapításakor (1891) vezető tanárává lett.

## Könyvei
- A zongorajáték tanmódszere (1892);
- Elméleti és gyakorlati zongora-iskola (1905)

## Zeneművei (mind zongorára)
- Aphorismen (5 scherzi).
- Gnomenkampf (Concert-Paraphrase).
- Magyar táncok (4 kézre; 2 füzet, számos kiadást ért).
- Nagy szonáta (E-dúr).
- Magyar hangulatképek.
- Nocturne et imprompiu burlesque.
- Románc és rondo (hegedű és zongora)
- Humoreske.
- Magyar rhapsodia.
- Nagy zongora-trió.
- Tavaszi jelenetek.
- Pusztai képek.
- Öt zenekép.
- Csárdai jelenet (4 kézre).